# Sillus spinifrons
Sillus spinifrons är en spindelart som beskrevs av Cândido Firmino de Mello-Leitão 1926. 
Sillus spinifrons ingår i släktet Sillus och familjen spökspindlar. Inga underarter finns listade i Catalogue of Life.